# Trận Hà Nội 1946
Trận Hà Nội đông xuân 1946-47 là sự kiện khởi động Chiến tranh Đông Dương giữa các lực lượng Việt Nam Dân chủ Cộng hòa (Việt Minh) và tập đoàn quân viễn chinh Pháp từ đêm 19 tháng 12 năm 1946 đến trưa 18 tháng 2 năm 1947.

## Bối cảnh
Sau khi chính quyền lâm thời Việt Nam Dân chủ Cộng hòa tuyên bố Việt Nam độc lập, Đế quốc Thực dân Pháp, dưới danh nghĩa lực lượng Đồng Minh, tiến vào Đông Dương để giải giáp quân Nhật nhưng kỳ thực với mưu đồ tái chiếm thuộc địa. Chính quyền Việt Nam đã cố gắng hòa hoãn, nhưng cục diện càng lúc càng căng thẳng.
Trong một văn bản ghi ngày 4/9/1945, Thống chế De Gaulle viết cho Đô đốc Argenlieu về việc tái chiếm thuộc địa Pháp ở Đông Dương: "Đô đốc thân mến, chúng ta còn một miếng bánh lớn cần giành lại, một phần lớn cần tham gia. Dành cho ngài đó! Hãy tiến lên"
Ngày 23 tháng 9 năm 1945, quân Pháp, có quân Anh giúp sức, gây hấn ở Sài Gòn, bất ngờ tấn công trụ sở Lâm ủy Nam Bộ, chính quyền Việt Nam tại miền Nam, mở đầu cuộc Chiến tranh Đông Dương lần thứ nhất. Tuy nhiên, người Việt Nam cũng đã có sự chuẩn bị và đã tiến hành cuộc chiến tranh tiêu hao. Những lực lượng "Nam tiến" chi viện của Chính quyền Trung ương nhanh chóng tham chiến làm hạn chế tốc độ phát triển chiến tranh của người Pháp.
Ở miền Bắc, cục diện vẫn tiếp tục căng thẳng. Theo thỏa thuận Pháp - Hoa, quân Pháp vào Bắc Đông Dương để thay thế lực lượng Quốc quân Trung Hoa. Cục diện hòa hoãn không thể kéo dài được lâu.
Nhiều cuộc đụng độ giữa hai bên diễn ra, trong đó nghiêm trọng nhất là vụ đụng độ ngày 20 tháng 11 năm 1946, khi quân Pháp tấn công và đánh chìm ở cảng Hải Phòng một ghe tình nghi chở vũ khí cho Việt Minh. Vệ quốc quân Việt Nam đánh trả quyết liệt lại quân Pháp. Sau cuộc ngừng bắn ngày 21 tháng 11 năm 1946, Pháp gửi tối hậu thư cho chính quyền Việt Minh ở Hải Phòng, đòi Việt Minh phải rút khỏi Hải Phòng và trao thành phố lại cho Pháp. Ngày 23 tháng 11 năm 1946, chính quyền Việt Minh từ chối yêu sách của Pháp, và quân Pháp bắt đầu bắn phá Hải Phòng với xe tăng và trọng pháo từ tuần dương hạm Suffren, để "dạy lũ côn đồ Việt Minh một bài học", như lời của Tổng tư lệnh liên quân Pháp, tướng Valluy nói với các viên chỉ huy địa phương qua radio. Có rất nhiều người Việt bị chết trong cuộc bắn phá đó. Phía Pháp nói rằng có 6.000 thương vong, trong khi phía Việt Minh tuyên bố thương vong lên tới 20.000 người. Hai phía sau đó tiếp tục các cuộc đàm phán ngưng bắn, nhưng không mang lại kết quả gì cho tới tận tháng 12.
Từ tháng 10 năm 1946, cương vực Việt Nam được phân thành 12 chiến khu, trong đó, thủ đô Hà Nội là Chiến khu 11. Ban chấp hành Trung ương Đảng Cộng sản lập thêm đảng ủy Mặt trận Hà Nội, ông Nguyễn Văn Trân là Bí thư Thành ủy được cử làm Bí thư Đảng ủy Mặt trận kiêm Chủ tịch Ủy ban bảo vệ Khu 11, chỉ huy trưởng mặt trận Khu 11 là ông Vương Thừa Vũ. Tổng Tham mưu trưởng là ông Hoàng Văn Thái. Ông Trần Quốc Hoàn là phái viên Trung ương tại mặt trận Hà Nội. Căn cứ vào ý định tác chiến, Hà Nội được chia làm 3 liên khu.
Trước tình thế quá cam go, [13 tháng 12] năm 1946, Trung ương Quân ủy, Bộ Quốc phòng - Tổng chỉ huy triệu tập hội nghị các khu trưởng tại Hà Đông. Đồng thời Ban thường vụ Trung ương điện cho Xứ uỷ Nam Bộ biết chủ trương gấp rút chuẩn bị kháng chiến toàn quốc, xác định nhiệm vụ của chiến trường Nam Bộ là "không để cho Pháp đem hết tài sản chiếm được ở Nam Bộ ra đánh Trung-Bắc" và làm tốt các công tác sau: "Tìm mọi cách uy hiếp thành phố Sài Gòn, phá hoại các kho tàng quân nhu, đạn dược, thuyền bè chuyên chở của địch; kết hợp đấu tranh vũ trang với đấu tranh chính trị của quần chúng như bãi công, đình công, đòi quyền lợi kinh tế, đòi quyền tự do dân chủ, chống khủng bố, tẩy chay chính phủ bù nhìn; tổ chức các đội xung phong cảm tử, tiễu trừ Việt gian, bảo vệ tính mạng và tài sản của nhân dân; bảo vệ và xây dựng chính quyền cách mạng ở nông thôn, thành thị, bao gồm cơ quan hành chính bí mật và công khai; đẩy mạnh công tác địch vận; đoàn kết toàn dân, đoàn kết tôn giáo, đặc biệt chú ý vận động đồng bào theo đạo Cao Đài, Hòa Hảo, Thiên Chúa..."
Cuối tháng 11, đầu tháng 12 năm 1946, các thành phố, địa phương đều đã nhận được lệnh di chuyển các kho tàng, xí nghiệp, các cơ sở sản xuất vũ khí ra ngoại thành, về nông thôn, lên rừng núi, đề phòng chiến sự lan rộng. Từ sau đêm 19 tháng 12 năm 1946, tiến hành đợt "tổng di chuyển" triệt để, rộng lớn để chuẩn bị cho cuộc kháng chiến lâu dài. Quân chính quy Việt Nam Dân chủ Cộng hòa cũng được lệnh rút khỏi Hà Nội để bảo toàn lực lượng, chỉ để lại các đơn vị Tự vệ chiến đấu, Công an xung phong và Vệ quốc đoàn phối hợp với nhân dân Hà Nội tổ chức đánh trả và kìm chân quân Pháp . Quân Pháp nổ súng chiếm đóng Lạng Sơn.
Các cơ quan Trung ương Đảng, Chính phủ, Quốc hội, Mặt trận, Bộ Tổng chỉ huy di chuyển lên An toàn khu (ATK) Việt Bắc giáp giới với Trung Quốc, đều được "Đội công tác đặc biệt" do ông Trần Đăng Ninh, Ủy viên Trung ương Đảng, trực tiếp chỉ đạo, nghiên cứu, xác định từ trước. Vì vậy mà khi di chuyển vẫn nắm chắc tình hình, chỉ đạo kịp thời các mặt trận, các địa phương. Trong đợt "tổng di chuyển", riêng ngành quân giới từ khu 5 trở ra đã chuyển lên căn cứ an toàn gần 4 vạn tấn máy móc, vật tư nguyên liệu, lập binh công xưởng chế tạo vũ khí. Về chỉ đạo tác chiến trong thành phố, ngoài các mệnh lệnh, chỉ thị của Bộ Quốc phòng-Tổng chỉ huy, ngày 7 tháng 12 năm 1946, báo Sự Thật số 66 đăng một bài luận văn quân sự quan trọng của Tổng bí thư Trường Chinh: "Kháng chiến trong thành phố", hướng dẫn cách đánh du kích trong thành phố và hoạt động của các đội du kích nội thành. Về vị trí chiến lược của thành phố trong chiến tranh, tác giả ghi: "Mỗi một thành phố cũng như mỗi làng của ta phải là một trung tâm điểm kháng chiến, kháng chiến dẻo dai, kháng chiến quyết liệt". Phía Pháp tiếp tục các hoạt động khiêu khích, nghiêm trọng nhất là vụ ngày 4 tháng 12, Nhà thông tin Bờ Hồ bị đốt. Ngày 10 tháng 12, nhiều công sự của tự vệ bị Pháp đặt mìn phá hủy. Chiều 7 tháng 12 năm 1946 quân Pháp chiếm đóng nhà Ngân hàng Pháp - Hoa.
Từ ngày 15 tháng 12 năm 1946, tình hình nóng lên từng giờ. Sáng 16 tháng 12, Valluy từ Sài Gòn ra Hải Phòng, triệu tập tướng Morlière (Chỉ huy trưởng quân Pháp tại Bắc Kỳ), Jean Sainteny (Ủy viên Công hòa tại Bắc Kỳ), đại tá Debès (Chỉ huy trưởng quân Pháp tại Hải Phòng) để phổ biến kế hoạch đánh chiếm Hà Nội và khu vực phía bắc vĩ tuyến 16. Cùng ngày, Công an xung phong đang giữ trị an trên phố bị quân Pháp xả súng. Ngày 17 tháng 12, tự vệ lại bị tấn công, đồng thời hàng chục người dân phố Hàng Bún, Yên Ninh bị tàn sát .

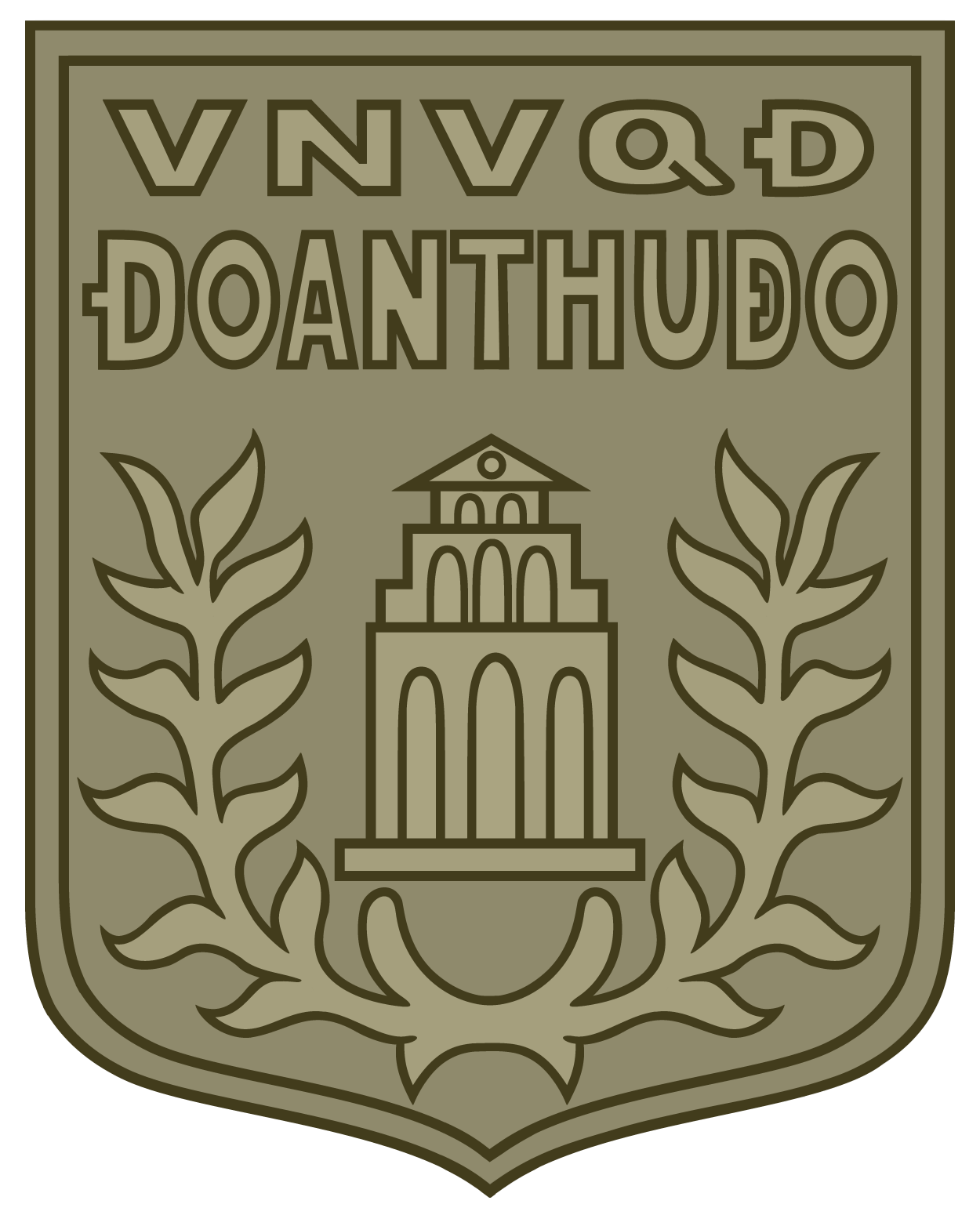
Phù hiệu đeo tay của chiến sĩ Trung đoàn Thủ Đô.

Ngày 18 tháng 12 năm 1946, thành phố Hà Nội có vẻ yên tĩnh, phố xá thưa thớt bóng người. Hai ngày trước, quân Pháp nổ súng khiêu khích, gây rối ở các phố Lò Đúc, Hàng Bột, Hàng Khoai, Đồng Xuân... nhưng quân và dân Hà Nội cảnh giác, không bị mắc mưu, tuân thủ kỷ luật, chờ lệnh Chính phủ không bắn trả. Hai bên đường, nhà cửa đóng kín, nhưng bên trong nhà, ban công, cửa sổ những mái nhà bằng đều trở thành vị trí chiến đấu. Tường trong nhà, ngoài sân, trên gác, đều đã được đục thành lỗ giao thông, mở đường đi từ buồng này sang buồng khác, nhà này sang nhà khác, đi suốt dãy phố dọc, luồn sang dãy phố ngang, tạo thành một trận địa chiến đấu liên hoàn. Đâu đâu cũng xuất hiện những dòng khẩu hiệu viết trên cửa, trên tường: "Sống chết với thủ đô", "Thanh niên thề sống chết với thành Hoàng Diệu", "Thà chết không chịu trở lại kiếp nô lệ"...
Chiều 18 tháng 12, Pháp gửi cho chính phủ Việt Minh tối hậu thư đòi làm nhiệm vụ trị an ở Hà Nội và đe dọa "Đến sáng 20-12 những điều đó không được chấp nhận thì quân Pháp sẽ chuyển hướng sang hành động". Sáng 19 tháng 12, Pháp gửi tiếp cho phía Việt Minh một tối hậu thư nữa, đòi tước vũ khí của Vệ quốc đoàn ở Hà Nội, đòi Việt Minh phải đình chỉ mọi hoạt động chuẩn bị kháng chiến.

## Lực lượng hai bên
Lực lượng phía Việt Minh gồm 2.500 Vệ quốc quân, 8.000 dân quân tự vệ, được đông đảo nhân dân thủ đô ủng hộ. Trang bị vũ khí của bộ đội còn thô sơ, chỉ có hầu hết là súng trường bắn phát một với rất ít đạn. Tổng cộng 2561 chiến sĩ Vệ quốc quân chỉ có 1516 súng trường, 3 trung liên, 1 đại liên, vũ khí chống tăng chỉ có 1 khẩu bazooka 60 ly, 1000 quả lựu đạn, 80 bom ba càng, pháo binh chỉ có 7 khẩu pháo cao xạ, 1 sơn pháo 75 ly, 1 pháo 25 ly, 2 súng cối 60 ly Trung bình hai người mới có một quả lựu đạn. Các đơn vị dân quân tự vệ trang bị còn thiếu hơn nữa, chủ yếu phải dùng vũ khí thô sơ như giáo mác, cung tên, mã tấu.
Bộ đội Việt Minh hầu như không có nguồn cung súng đạn nào ngoại trừ tịch thu từ chính những đội quân nước ngoài đã trú đóng trên lãnh thổ. Thậm chí những vật tư còn dùng được sau khi trục vớt trong các tàu hàng Nhật bị đắm ở vịnh Bắc Bộ cũng được tận dụng. Quân Việt Nam trang bị lẫn lộn súng từ Âu sang Á như Lebel, Berthier của Pháp, Mauser của Đức, Kiểu 24 của Trung Quốc, Arisaka của Nhật Bản. Các loại súng trường, cạc-bin, tiểu liên mới do Anh, Mỹ sản xuất rất hiếm. Mỗi tiểu đội Việt Nam chỉ có 3 - 4 súng trường, còn lại là dao găm, mã tấu. Nhiều súng đã cũ, gỉ sét. Súng hỏng được tháo dỡ, lấy linh kiện để sửa chữa vũ khí cùng loại. Vấn đề nan giải nhất là đạn dược rất thiếu thốn. Do có quá nhiều chủng loại hỗn tạp, việc cung ứng đạn cho súng lại càng khó khăn.
Quân Pháp gồm có một trung đoàn bộ binh, một trung đoàn xe tăng, thiết giáp, một tiểu đoàn pháo, một bộ phận biệt kích, một bộ phận dù, cùng với không quân và thủy quân, tổng cộng 6.500 lính chính quy cùng 7.000 kiều dân vũ trang Pháp. Vài ngàn lính Lê dương Pháp đóng tập trung trong khu vực thành Hà Nội và một số đóng rải rác ở các địa điểm khác như Nhà thương Đồn Thủy (nay là Bệnh viện Trung ương Quân đội 108), dinh Toàn quyền Đông Dương (nay là Phủ Chủ tịch), ga Hàng Cỏ (nay là Ga Hà Nội), Nhà băng Đông Dương (nay là Ngân hàng Nhà nước Việt Nam), cầu Doumer (nay là cầu Long Biên) và sân bay Gia Lâm ở hữu ngạn sông Hồng. Trang bị của phía Pháp gồm 5.000 súng trường, 600 súng máy, 42 đại bác, 22 xe tăng, 40 xe bọc thép, 30 máy bay và một số giang đĩnh.
Nhiều nhà chính trị Pháp tỏ ra coi thường lực lượng Việt Nam vì trang bị 2 bên quá chênh lệch. Tại Fontainebleau, người đứng đầu phái đoàn Pháp Max André đã nói với Phạm Văn Đồng, người lãnh đạo phái đoàn Việt Nam: "Ngài thấy đó, hãy nên biết điều, ngài biết rằng trong trường hợp đàm phán thất bại, ngài sẽ thấy chiến tranh và quân đội chúng tôi sẽ đè bẹp các du kích quân của các ngài trong vài tuần"

## Diễn biến

### Tối hậu thư và lời thề quyết tử

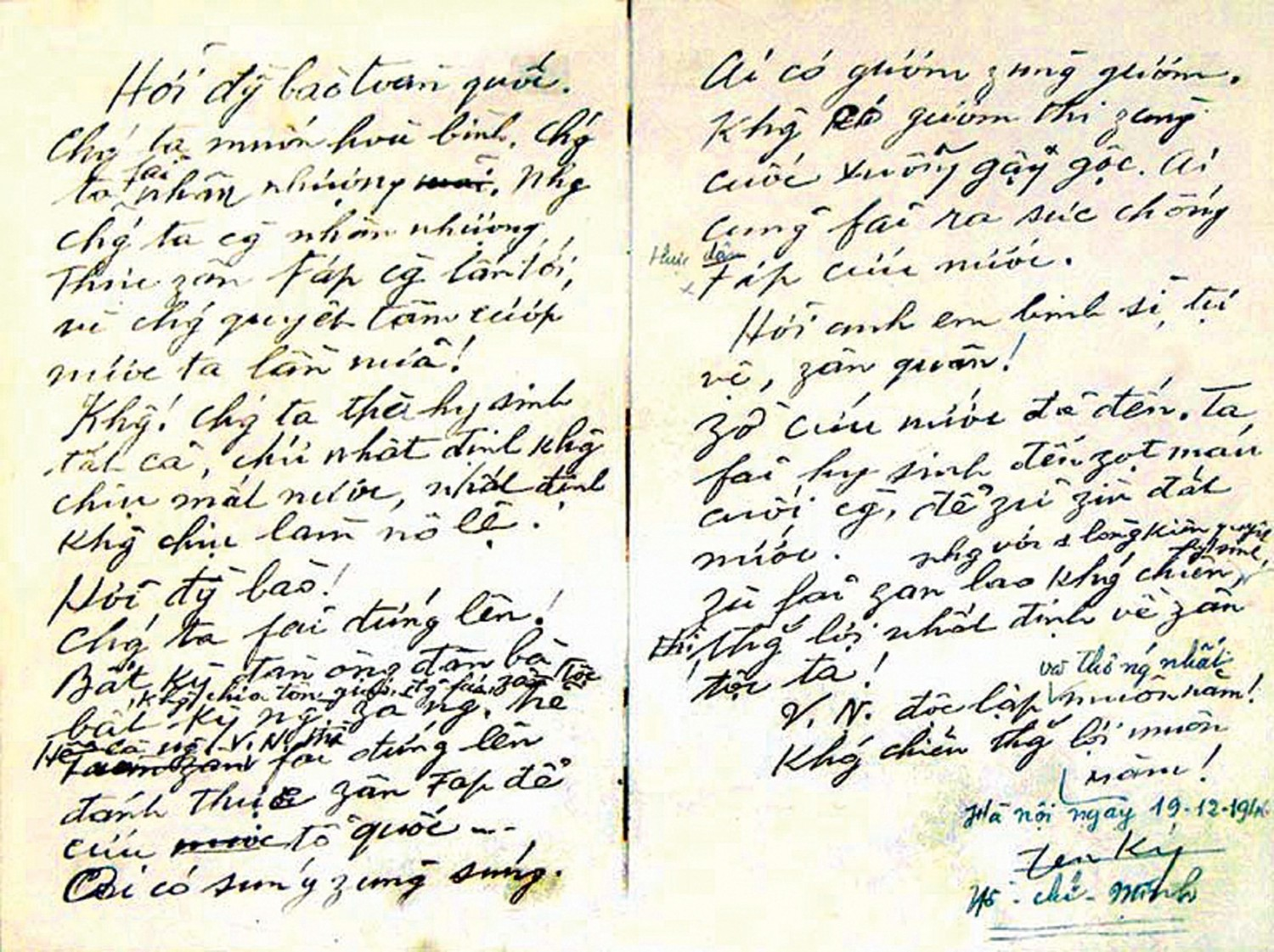
Bản thảo Lời kêu gọi toàn quốc kháng chiến của Chủ tịch Hồ Chí Minh phát trên các loa phát thanh Hà Nội đêm 19 tháng 12 năm 1946.

Trưa 19 tháng 12, Ban Thường vụ Trung ương của chính phủ Việt Minh điện báo cho các chiến khu và tỉnh ủy, thành ủy: "Giặc Pháp đã hạ tối hậu thư và đòi tước khí giới của quân đội, tự vệ, công an ta. Chính phủ đã bác bỏ tối hậu thư ấy. Như vậy, chỉ trong vòng 24 giờ là cùng, chắc chắn giặc Pháp sẽ nổ súng. Chỉ thị của Trung ương: Tất cả hãy sẵn sàng".
Chiều 19 tháng 12 năm 1946, Bộ trưởng Quốc phòng-Tổng chỉ huy Võ Nguyên Giáp ra mệnh lệnh chiến đấu. Cơ quan cơ yếu mật mã Bộ Tổng tham mưu truyền đi bản mật lệnh: "Chuyến hàng sẽ đến lúc 18 giờ ngày 21-12. Hàng mang mã hiệu A cộng hai, B trừ hai. Chú ý theo dõi đón hàng đúng giờ". Theo đó, quy ước "chuyến hàng sẽ đến" có nghĩa là tổng giao chiến bắt đầu. A là giờ cộng thêm hai, B là ngày trừ đi hai. Có nghĩa là: "Cuộc tổng giao chiến bắt đầu lúc 20 giờ ngày 19 tháng 12". Ngoài ra để bảo đảm các nơi có thể kịp thời nhận lệnh, còn quy ước khi Đài Tiếng nói Việt Nam phát câu: "Đồng bào chú ý! Đồng bào chú ý! Xin trân trọng mời đồng bào cả nước nghe lời Hồ Chủ tịch". Đây là tín hiệu tổng giao chiến, được Đài Tiếng nói Việt Nam phát đúng thời khắc 20 giờ ngày 19 tháng 12.
20 giờ 03 phút, ngày 19 tháng 12 năm 1946, điện trong toàn thành phố phụt tắt, pháo đài Láng nổ phát súng lệnh tổng công kích, chính thức báo hiệu toàn quốc kháng chiến. Tới 20 giờ 30, chính phủ Việt Nam đã phát đi lời kêu gọi toàn quốc kháng chiến. Bộ trưởng Quốc phòng - Tổng chỉ huy Võ Nguyên Giáp ban lệnh chiến đấu:
Tổ quốc lâm nguy!
Giờ chiến đấu đã đến!
Theo chỉ thị của Hồ Chủ tịch và Chính phủ, nhân danh Bộ trưởng Quốc phòng-Tổng chỉ huy, tôi hạ lệnh cho toàn thể bộ đội Vệ quốc quân và dân quân tự vệ Trung-Nam-Bắc phải nhất tề đứng dậy, phải xông tới mặt trận giết giặc cứu nước.
Hi sinh chiến đấu đến giọt máu cuối cùng!
Tiêu diệt bọn thực dân Pháp!
Quyết chiến!"

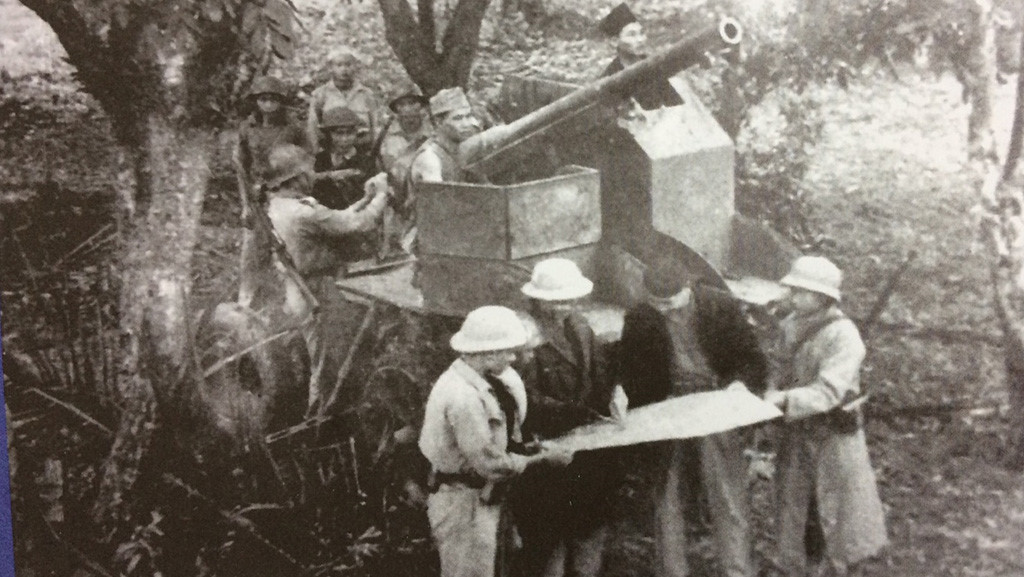
Pháo 75 mm của bộ đội Việt Minh tại Pháo đài Thổ Khối (Thủ Khối), thuộc làng Đào Xuyên, Gia Lâm - một trong bốn trận địa pháo khai hỏa mở đầu cho Toàn quốc kháng chiến năm 1946

Các chướng ngại vật, hầm hào được dựng nên trên các phố phường nội ô Hà Nội. Những đội cảm tử quân được thành lập, sẵn sàng dùng bom ba càng để kích nổ tiêu diệt xe tăng Pháp. Nam nữ tự vệ khắp 36 phố phường họp cùng Vệ quốc đoàn, Công an xung phong, Tự vệ quân... đứng lên đánh Pháp theo lời hiệu triệu kháng chiến của Chủ tịch Hồ Chí Minh. Quân Việt Minh với vũ khí thô sơ và ít ỏi chống lại đạo quân thiện chiến Pháp với vũ khí tối tân đã diễn ra ác liệt trong 60 ngày đêm.
Lúc đó, toàn mặt trận Hà Nội, tính cả tự vệ thì Việt Minh có khoảng hơn 2000 cây súng với ít đạn. Mỗi tiểu đoàn Việt Minh chỉ có 2 đến 3 khẩu trung liên, từ 2 đến 3 khẩu tiểu liên và cạc-bin, còn lại toàn là súng trường mà cũng không đủ, đạn thì thiếu và "thối" nhiều, lựu đạn cũng ít, bom thì một số không nổ. Mỗi tiểu đội chỉ có 3 đến 4 khẩu súng trường, còn hầu hết là mã tấu. Trong khi đó, quân Pháp được trang bị hiện đại, có đầy đủ đại bác, xe thiết giáp, và đã chiếm sẵn nhiều vị trí quan trọng như nhà máy điện, nhà máy nước, nhà ga, cầu Long Biên...
Việt Nam dùng chiến thuật chiến đấu du kích trong thành phố, dùng các lực lượng nhỏ lẻ để cầm chân quân địch đông và mạnh hơn nhiều. Trong chiến đấu, binh sĩ Việt Minh đã sáng tạo, dùng chai xăng krept để đánh xe tăng, dùng chai sỏi, chai vôi bột để đánh bộ binh, dùng pháo đùng, pháo tép để nghi binh. Các tường nhà được đục lỗ thông nhau để tiện cho việc liên lạc và phục kích, cũng để quân Pháp rối trí, không biết đối phương ở đâu.
Do nhận được thông tin tình báo chính xác, nên phía Pháp không bị bất ngờ khi cuộc tấn công nổ ra, sau đó quân Pháp đã phản công một cách quyết liệt. Quân Pháp đóng trong thành được tung ra để ứng cứu các vị trí bị đánh, bị chiếm. Pháp tấn công ga Hàng Cỏ (nay là ga Hà Nội), cầu Doumer (nay là cầu Long Biên), nhà Bưu điện (nay là Bưu điện Hà Nội), Bắc Bộ phủ (nay là Nhà khách Chính phủ), Tổng chỉ huy và doanh trại Vệ quốc đoàn ở Hàng Bài, Sở chỉ huy tự vệ ở nhà Đấu Xảo (nay là Cung Văn hóa Hữu nghị Việt - Xô)... nhưng ở đâu quân Pháp cũng gặp phải sức chống cự mãnh liệt của lực lượng Việt Minh. Tướng Valluy muốn dùng không quân tiêu diệt các ổ đề kháng, nhưng tướng Morlière chọn cách tiến quân chiếm lần lượt từng khu phố vì như vậy sẽ không phải tàn phá hoàn toàn thành phố.
Theo quy luật, sáng sớm và ban ngày: quân Pháp đánh phá, xẩm tối và đêm khuya: bộ đội Việt Minh chống trả. Quân Pháp bị rơi vào thế bất lợi, khi Việt Minh ở Liên khu I nằm trong vòng vây đánh ra, còn Liên khu II và III tạo gọng kìm từ ngoài vòng vây đánh vào. Nhiều trận đánh lớn diễn ra rất ác liệt, như trận Bắc Bộ phủ của Tiểu đoàn 101 Vệ quốc đoàn, trận Hàng Đậu, Trường Ke, trận nhà Hoa Nam, trận chợ Đồng Xuân của Tiểu đoàn 101 Đồng Xuân, trận Hàng Thiếc của Tiểu đoàn 102, trận nhà Sauvage của Tiểu đoàn 103. Tại nhiều đường phố, Việt Minh và quân Pháp giành nhau từng bờ tường góc phố, đóng xen kẽ chỉ cách nhau 5 đến 3 nhà, hoặc bộ đội ở dãy số lẻ, quân Pháp ở số chẵn như ở Hàng Giấy, Hàng Khoai...

### Chiến sự Liên khu I

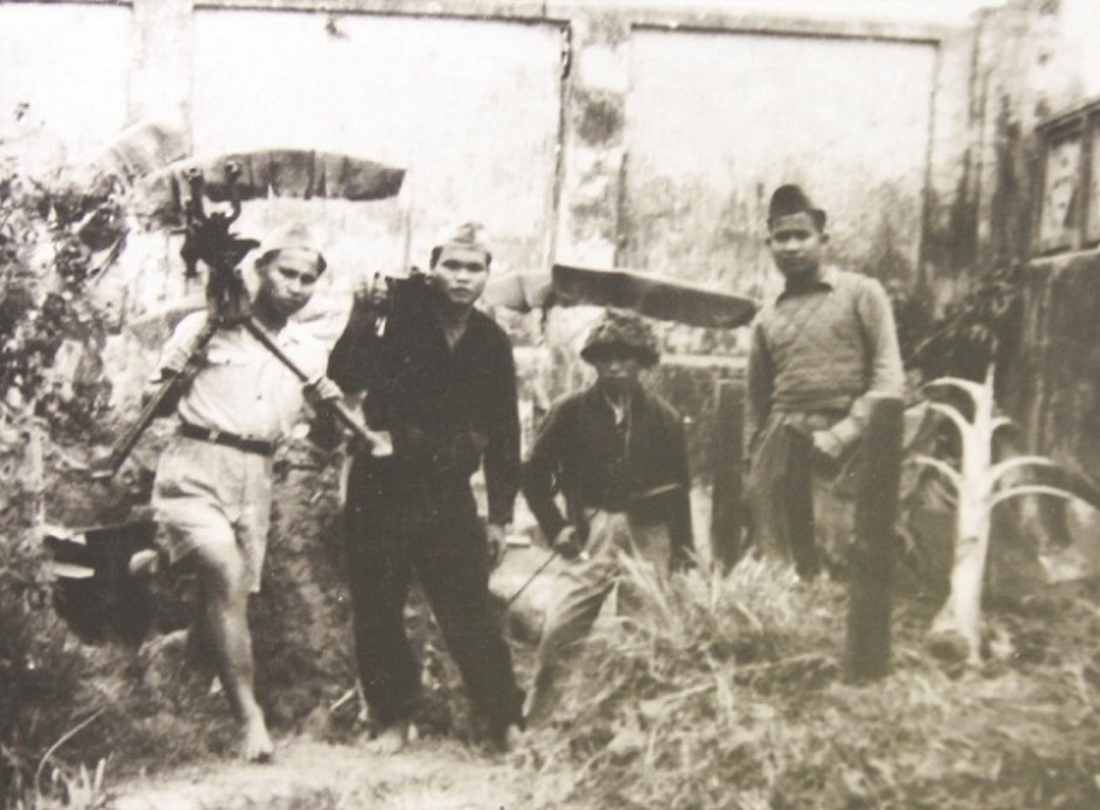
Tự vệ phố Hàng Đậu bày chướng ngại vật chặn xe tăng Pháp.

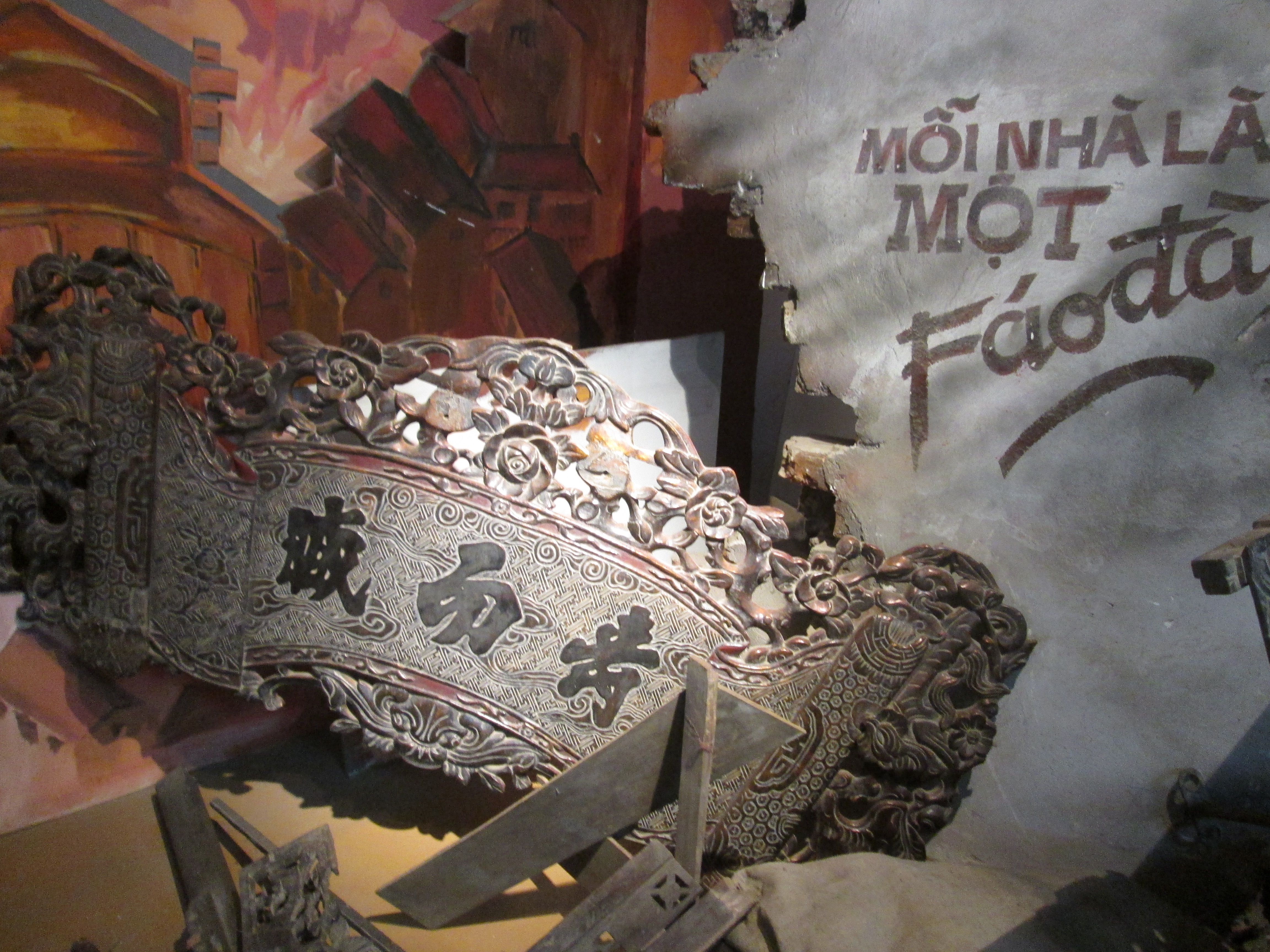
Nhân dân Hà Nội quẳng hoành phi, câu đối từ trong nhà ra ngoài đường phố để làm chướng ngại vật chặn quân Pháp. Hiện vật đang được trưng bày tại Bảo tàng Lịch sử Quân sự Việt Nam (Hà Nội).

Ngày 19 tháng 12 năm 1946, Việt Minh đánh Hàng Da, phá Nhà in, đánh cháy kho xăng phía tây bắc. Quân Pháp cho xe bọc thép và bộ binh đến đánh đơn vị quân Việt Minh đóng ở trụ sở liên lạc Việt-Pháp. Lực lượng Vệ quốc đoàn chiến đấu đến người cuối cùng ở nhà máy điện, nhà máy nước Yên Phụ, đầu cầu Long Biên. Giao tranh quyết liệt cũng diễn ra ở Bắc Bộ phủ, trụ sở của Chính phủ (nay là Nhà khách Chính phủ), Bưu điện Bờ Hồ (nay là Bưu điện Hà Nội), đầu phố Hàng Lọng (nay là đường Lê Duẩn), ga Hàng Cỏ (nay là ga Hà Nội), Nhà thương Đồn Thủy (nay là Bệnh viện Trung ương Quân đội 108), Cảng Phà Đen (nay là Cảng Hà Nội), trường Bưởi (nay là trường Chu Văn An), nhà máy bia Hommel (nay là Tổng Công Ty Bia - Rượu - Nước giải khát Hà Nội)...
Ngày 20 tháng 12 năm 1946, khu Đồng Xuân báo chiếm được ga đầu cầu nhưng chưa diệt được các xe thiết giáp. Khu Đông Dinh báo lấy được Nhà nước đá. Tới 9 giờ, Tiểu đoàn trưởng Nguyễn Triệu tiểu đoàn 101 về, báo quân Pháp đã vào Bắc Bộ phủ. Một quyết tử quân về báo bộ đội vẫn cố thủ Bắc Bộ phủ. Quân Pháp mới chỉ vào được Dinh Chủ tịch, còn Bộ Nội vụ và Bưu điện vẫn cố thủ, mặc dầu quân Pháp bao vây chặt bằng hơn 10 thiết giáp và bắn đại bác suốt đêm trước. Tới 19 giờ, tại Bắc Bộ phủ, quyết tử quân rút ra được 2/3, 20 người bị thiệt mạng, trong đó có Chính trị viên đại đội Lê Gia Đỉnh, nhưng đã phá được một xe tăng và 2 xe xuống hố và phá một xe jeep, đốt 2 jeep, đốt được hết giấy tờ và lương thực... Quân Pháp thiệt hại nhiều, thương vong hơn 100 người. Lực lượng tự vệ rút về phố Hàng Bè. Thổ phỉ ở An Thành, đường Yên Phụ bắn ra làm nhiều người bị trúng đạn. Phi cơ thám thính bay lượn, được thổ phỉ nổ súng báo hiệu chỉ điểm. Ở Quốc gia ấn thư cục, một tiểu đội Việt Minh bị cô lập, phải ở lại chiến đấu đến cùng. Lực lượng ở Nhà máy đèn Bờ Hồ (nay là Tổng công ty Điện lực thành phố Hà Nội) cũng rút hết về. Lực lượng Việt Minh ở Tòa Thị chính (nay là Ủy ban nhân dân thành phố Hà Nội) kho bạc rút từ sáng, 1 trung đội lên tiếp viện cầu Long Biên. Tự vệ ở Bưu điện đánh đến người cuối cùng. Tại trụ sở Bộ Quốc phòng, trận chiến quyết liệt kéo dài tới ngày 21 tháng 12 năm 1946. Ở các khu khác, có tin bộ đội chiếm được trường Bưởi... phá được hai thiết giáp ở phố Hàng Đậu và 11 lính Pháp chết, một xuồng máy bị đánh đắm, 2 lính Pháp chết. Tới 17 giờ, 2 phi cơ Spitfire của Pháp xuất hiện trên bầu trời thành phố quét liên thanh, 2 xuồng máy đổ bộ ở Bến Than. Quân Pháp từ xuồng lên tưới xăng đốt. Tới 18 giờ, phố Phùng Hưng cháy. Kinh nghiệm của chiến sĩ cho thấy công tác phá hoại không đầy đủ, thiếu thốn đủ thứ, nạn thổ phỉ đáng ngại hơn lính Pháp.
Ngày 21 tháng 12 năm 1946, 9 giờ, Vệ quốc đoàn đánh lấy lại Nhà máy đèn Bờ Hồ (nay là Tổng công ty Điện lực thành phố Hà Nội) và Tòa Thị chính (nay là Ủy ban nhân dân thành phố Hà Nội). Bộ đội vẫn giữ được đằng sau Bắc Bộ phủ (nay là Nhà khách Chính phủ). Quân Pháp tấn công Tòa Thị chính dữ dội bằng trọng pháo và súng từ Nhà thờ Lớn Hà Nội bắn ra, nhưng bộ đội chống cự lại, quân Pháp không vào nổi...
- 12 giờ. Một trung đội gồm tự vệ, Vệ quốc đoàn do Vũ Yên và Hoàng Phương được cử đi diệt các toán thổ phỉ. Báo Quyết Chiến ra, được dân chúng hết sức hoan nghênh, bộ đội cũng chiếm lại phố Khúc Hạo ở chợ Đồng Xuân. Máy bay Spitfire của Pháp lại đến nã súng máy trong suốt nửa giờ, bộ đội bắn trả lại. Giặc Pháp tấn công Tòa Thị chính dữ dội bằng trọng pháo, súng từ Nhà thờ Lớn Hà Nội bắn ra. Quân Pháp không vào nổi.
- 14 giờ. Ở Hà Trung có 3 chiến xa của Pháp đến, tự vệ và công binh dùng xẻng cuốc và lựu đạn diệt được 15 quân Pháp, quân Pháp bắn ra Hàng Phèn.
- 16 giờ. Quân Pháp đổ bộ một ca nô ở bờ sông Nhà Dầu. Thổ phỉ cải trang giả Vệ quốc đoàn vào, bộ đội bắn ra.
- 18 giờ. Hai tiểu đội bộ đội đi phá vây đầu cầu Long Biên.
- 19 giờ. Nhận được mệnh lệnh đi lấy gạo tiếp tế có Vệ quốc đoàn đi hộ vệ. Pháp đốt xung quanh thành phố sáng như ban ngày, khói lửa ngút trời.
- 21 giờ. Một tiểu đội quân Việt Minh xung phong đi tấn công đầu cầu Long Biên.

Từ 21 tháng 12 năm 1946, quân Pháp vây bốn mặt Liên khu I (khu trung tâm của Hà Nội). Với chủ trương không phá vây rút ra ngoài, bộ đội trụ lại chờ quân Pháp đến để tiêu diệt. Pháp một mặt khép vòng vây, một mặt đánh lấn ra xung quanh, cắt đứt viện trợ từ bên ngoài hòng cô lập dân quân Việt Minh ở các phố Đồng Xuân, Đông Thành, Hoàn Kiếm, Đông Kinh Nghĩa Thục, Hồng Hà, Long Biên và vùng bãi giữa Sông Hồng... Tiếp đó, quân Pháp liên tiếp mở các cuộc tấn công vào vành đai thành phố từ các cửa ô hình thành thế gọng kìm từ ô Yên Phụ nối với Ngọc Hà, Kim Mã, Thụy Khuê, ngã tư Kim Liên, Ô Cầu Dền... Các trận giao tranh rất dữ dội ở phố Hàng Da (ngày 22/12), phố Lò Lợn, chợ Hôm (ngày 23/12), phố Hàng Bông (24/12), đường Đại Cồ Việt (ngày 25/12), cửa ô Cầu Dền (26/12)...

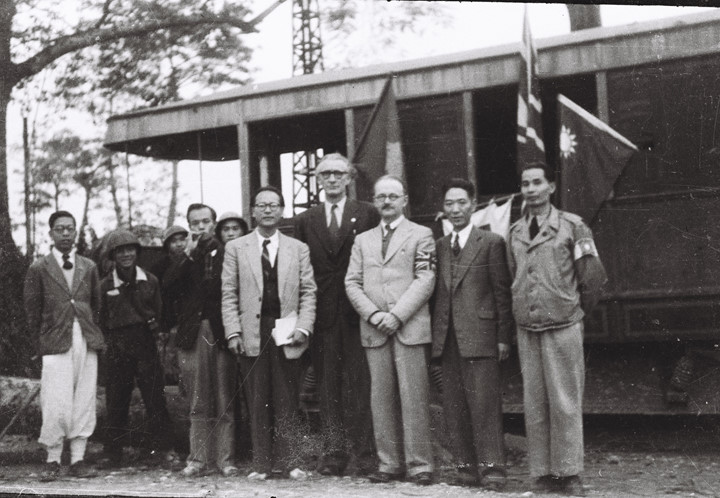
Phái đoàn ngoại giao Việt Minh và các nước Anh, Mỹ, Tàu điều đình để kiều dân được an toàn rời vùng chiến.

Ngày 6 tháng 1 năm 1947, Trung đoàn Liên khu 1 thành lập, được Hội nghị quân sự toàn quốc tặng trung đoàn danh hiệu "Trung đoàn Thủ Đô", và phổ biến trung đoàn chỉ giữ lại 500 người, còn đưa hết ra vùng tự do để chuẩn bị lực lượng kháng chiến trường kỳ, thì nhiều người đã xung phong ở lại tiếp tục chiến đấu. Nhiều người trong danh sách phải rút ra, đã làm thủ tục "chào tạm biệt", nhưng rồi lẻn ở lại. Khi trung đoàn kiểm tra người ở lại, thì số quân là 1.200, chỉ chuyển ra vùng tự do khoảng 2.000 người. Cùng ngày đại đội 2 và đại đội 4 của tiểu đoàn 56 cùng các chiến sĩ tự vệ cứu thương ở Giảng Võ - Ô Chợ Dừa, đã đánh tan cuộc tiến công với quy mô lớn của quân Pháp trên hai hướng Giảng Võ và Ô Chợ Dừa. Tiểu đoàn đã tiêu diệt một đại đội Pháp, phá hủy một xe tăng, một xe ủi đất và tiêu diệt 30 lính Pháp, nhưng đại đội trưởng Vũ Công Định cũng hy sinh.
Kế hoạch "đánh nhanh thắng nhanh" của Pháp vào nội thành và các cửa ô thành phố đã không đạt dự trù, lúc này họ cũng phải chờ quân chi viện từ Pháp sang. Giữa lúc đó, lãnh sự Trung Hoa đề nghị Pháp và Việt Minh tạm ngừng bắn để Hoa kiều rút khỏi thành phố. Lúc đó, các ông Nguyễn Văn Trân, Hoàng Minh Giám - Bộ trưởng Bộ Ngoại giao, Hoàng Hữu Nam - Thứ trưởng Bộ nội vụ đã hội đàm với Tổng lãnh sự Trung Hoa Dân quốc, Tổng lãnh sự Anh, Tổng lãnh sự Mỹ tại một địa điểm gần ngã tư Ô Chợ Dừa. Hai bên bàn về các vấn đề cụ thể và đi đến thoả thuận là ngừng bắn vào ngày 15 tháng 1 năm 1947 để cho Hoa kiều rút lui ra ngoài. Nhân cơ hội này Việt Minh đã đưa một số cán bộ, lực lượng quân sự và nhân dân chưa kịp tản cư rút ra hậu phương. Nhân dân và hàng trăm người thuộc lực lượng chiến đấu của liên khu I đã hòa lẫn vào dòng người Hoa tản cư công khai để bảo toàn lực lượng theo kế hoạch đã định.
Từ 6 tháng 2 năm 1947, Pháp mở cuộc tổng công kích vào Liên khu I. Quân Pháp đánh nhà Sauvage, Trường Ke, phố Hàng Thiếc, Hàng Nón, Hàng Bồ, Hàng Đường, Hàng Chiếu, Đồng Xuân. Pháp cho máy bay ném bom ác liệt các phố Hàng Bạc, Hàng Mắm, Mã Mây vì nghi có trụ sở chỉ huy của Liên khu I. Quân Việt Minh ở Liên khu I bị vây ép từ bốn phía. Vệ Quốc quân giành giật với quân Pháp từng con đường, ngôi nhà, góc phố. Nhiều trận giáp lá cà đã diễn ra giữa quân hai bên.
Ngày 8-2-1947, từ Cửa Đông, quân Pháp chia thành 2 mũi, có xe tăng dẫn đầu. Một mũi đánh vào phố Hàng Nón; một mũi đánh vào phố Hàng Bút. Tiểu đoàn 102, Trung đội phố Hàng Thiếc đã sử dụng các chiến lũy, nhà cửa, cơ động linh hoạt, chiến đấu quyết liệt, bẻ gãy các đợt tiến công. 2 giờ chiều ngày 8/2, Pháp chiếm được mấy căn nhà dãy hàng số chẵn ở phố Hàng Thiếc, rồi dùng xăng đốt dãy nhà số lẻ. Liên tiếp những ngày sau giành đi giành lại, ban ngày Pháp bắn pháo cối, dùng xăng và súng phun lửa thiêu các ụ chiến đấu. Tối đến, quân Việt Minh lại đột nhập sang dãy số chẵn đốt phá, ném lựu đạn tiêu diệt lính Pháp. Sau 3 ngày chiến đấu, quân Pháp rút lui. Trận địa tuyến Hàng Thiếc được giữ vững cho đến đêm lui quân cuối cùng ngày 17-2-1947.
Ngày 14 tháng 2 năm 1947, Pháp giảm cường độ bắn phá để chờ viện binh, chuẩn bị mở cuộc tấn công lớn nhất vào Liên khu I, nhằm nhanh chóng kết thúc chiến sự. Ngày 15 tháng 2 năm 1947, các lực lượng chiến đấu tại Liên khu I được lệnh rút khỏi Hà Nội ra ngoài hậu phương chuẩn bị những bước mới cho cuộc kháng chiến lâu dài với quân Pháp.

### Bao vây chợ Đồng Xuân

Đoàn Vệ út chụp hình lưu niệm trước giờ xuất kích.

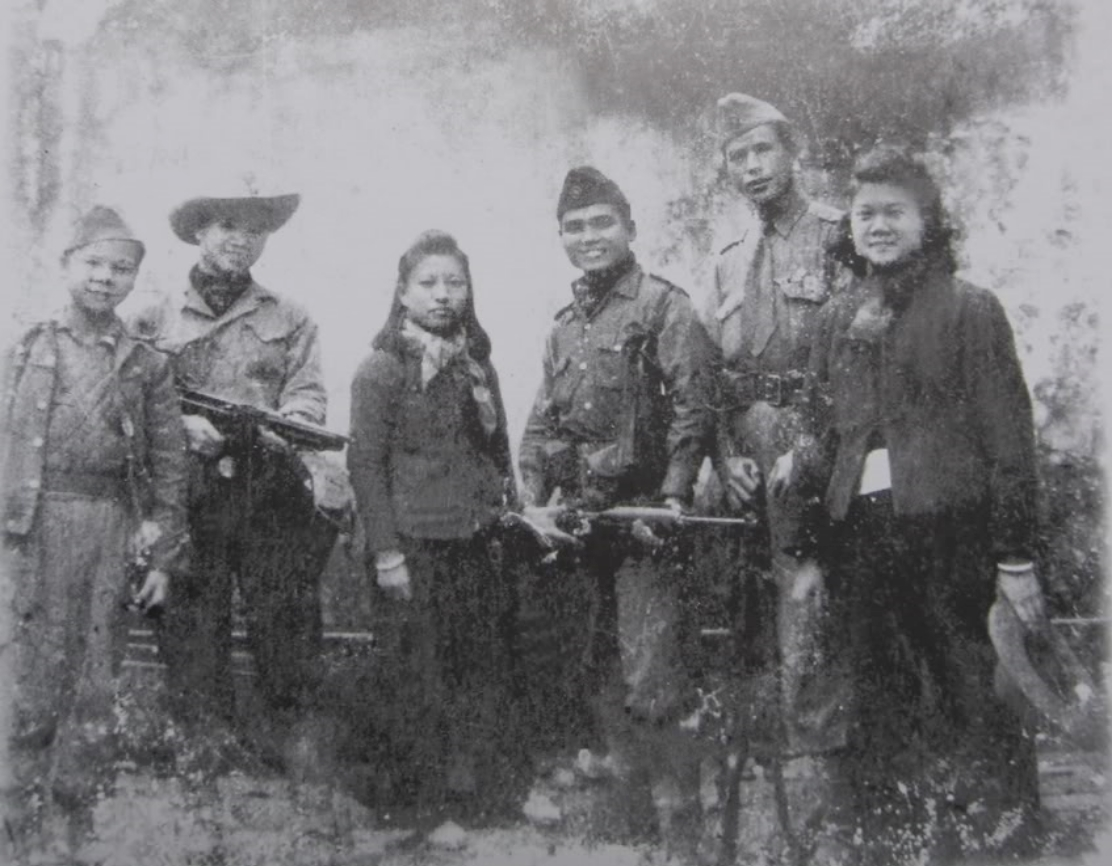
Các thành viên của Trung đội 2, Tiểu đoàn 102 Đông Thành, Trung đoàn Thủ đô. Từ trái sang phải: liên lạc viên Hồ Quốc Cốc (13 tuổi), chính trị viên Lê Đình Truy, cứu thương Nguyễn Thị An, trung đội trưởng Nguyễn Trọng Hàm, trung đội phó Phạm Mùi, cứu thương Lều Thị Lương (16 tuổi).

Nhạc sĩ Lương Ngọc Trác (giữa) cùng hai vệ út Phạm Đình Luận (9 tuổi) và Trang Công Lũy (10 tuổi) trong những ngày ở Liên khu I.

Theo hồi ức của Trung tướng Vương Thừa Vũ, chỉ huy mặt trận Hà Nội, thì quân Pháp tập trung hơn 400 quân và hàng chục xe cơ giới các loại, bao vây tiến hành đánh chợ Đồng Xuân để đánh thẳng vào trung tâm chỉ huy Liên khu I. Trong ba ngày 11-12-13 tháng 2 năm 1947, quân Pháp điều phi cơ liên tiếp oanh tạc chợ Đồng Xuân và các phố Hàng Cót, Hàng Lược, Hàng Đường, Hàng Bạc, Mã Mây... Quân Pháp liên tiếp dội bom, nã pháo vào toàn khu Đồng Xuân, bắn nát chợ. Quân Pháp sử dụng hỏa lực đánh theo bốn hướng. Hướng tấn công chủ yếu: dùng xe tăng dẫn bộ binh đánh vào sân bóng sau chợ, rồi phát triển sang chỗ trú quân của Ban chỉ huy tiểu đoàn 101. Hướng thứ yếu: dùng xe tăng dẫn bộ binh theo phố Hàng Giấy đánh chiếm phố Hàng Gạo trước cửa chợ. Hướng hỗ trợ: đánh kiềm chế Vệ quốc đoàn ở phố Trần Nhật Duật, nếu tiến triển tốt sẽ chiếm Ô Quan Chưởng. Hướng nghi binh: sử dụng đơn vị nhỏ cuối phố Hàng Mã, Hàng Cót, buộc Vệ quốc đoàn tại đó phải chốt nguyên tại chỗ đối phó.
Đến ngày 14 tháng 2 năm 1947, tiểu đoàn quyết tử 101 Đồng Xuân thuộc trung đoàn Thủ Đô sau 57 ngày đêm chiến đấu giữ liên khu 1, quân số chỉ còn 130 người nhưng vẫn quyết tâm đánh lại quân Pháp, giữ vững các vị trí chiến đấu. Mờ sáng 14 tháng 2, phi cơ Pháp tiếp tục oanh tạc chợ Đồng Xuân và các phố xung quanh. Pháo binh Pháp dồn dập giội bom đạn vào sở chỉ huy tiểu đoàn, Tiểu đoàn phó Nguyễn Hùng, Bí thư khu bộ Việt Minh Ngô Lê Động chết ngay tại chỗ. Chính trị ủy viên kiêm Chủ tịch Ủy ban kháng chiến khu Đồng Xuân Đỗ Tần và Chính trị viên Lê Thản bị thương nhưng vẫn bám trụ chỉ huy. Tiểu đoàn trưởng Mộng Hùng theo kế hoạch ra chốt Ô Quan Chưởng.
Quân Pháp bắn phá hơn 2 tiếng vào toàn khu và chợ. Gần 8 giờ sáng, quân Pháp tấn công bốn hướng cùng một lúc. Quân Pháp dùng đại bác, đại liên, trung liên, súng cối bắn dọn đường, sau đó đưa xe tăng và bộ binh tràn vào nhằm cắt đứt liên lạc giữa các vị trí với nhau và giữa tiểu đoàn với các chốt phòng thủ với hy vọng tiêu diệt gọn tiểu đoàn 101 Đồng Xuân, rồi thọc sâu vào chỉ huy sở trung đoàn và tiến tới làm chủ Hà Nội. Với tinh thần quyết tử, toàn bộ lực lượng của tiểu đoàn 101 đánh trả rất quyết liệt, buộc lính Pháp cứ vào được chợ lại phải rút ra. Khi xe tăng Pháp tiến được vào chợ, quân cảm tử từ các quầy hàng, lừa cho xe tăng đi qua, bộ binh vừa tới, thì xông ra đánh giáp lá cà. Cuộc chiến trong chợ diễn ra với những cuộc giao tranh kịch liệt. Quân Pháp phải đánh ba đợt, đến đầu giờ chiều mới chiếm được chợ Đồng Xuân.
Khoảng 16 giờ, xe tăng Pháp đến án ngữ đầu ngã tư Nguyễn Thiện Thuật - Hàng Chiếu (trước nhà cầm đồ Vạn Bảo) và ngã tư Hàng Đường - Hàng Mã. 16 giờ chiều 14 tháng 2 năm 1947, xe tăng Pháp chỉ còn cách chỉ huy sở tiểu đoàn 101 chiều ngang phố Hàng Chiếu. Pháp bên dãy số chẵn, bộ đội bên số lẻ. Ban chỉ huy tiểu đoàn nhận định: quân Pháp chiến đấu cả ngày, tinh thần mệt mỏi, chưa bám vững trận địa không thuộc. Bộ đội tuy có khó khăn về đạn dược, nhưng mới được trung đoàn chi viện 20 người và súng đạn, tinh thần chiến đấu càng đánh càng ngoan cường, dạn dày kinh nghiệm. Y tá trưởng Vũ Văn Thuận hết lòng cứu chữa thương binh nên nhiều người vẫn xin ở lại chiến đấu giữ trận địa. Tiểu đoàn hạ quyết tâm: lập lực lượng phản kích ngay trong đêm. Đêm ấy, quân Việt Minh xuất phát lúc 22 giờ. Hai trung đội do Phạm Gia Ban và Nguyễn Duân chỉ huy, đủ vũ khí và nhiều chai xăng, lựu đạn buộc quanh mình, lợi dụng đêm tối tiến vào nhà địch trú quân. Các chiến sĩ do thông thuộc đường, ngõ, đồng loạt nổ súng, quẳng lựu đạn làm lính Pháp hoảng hốt, kêu thét gọi cấp cứu, rồi bỏ chạy tán loạn. Bộ đội đuổi theo sát lính Pháp. Bị tấn công bất ngờ, lại không dựa được vào xe tăng nên bị cô lập, bộ binh Pháp phải tạm lui. Đến gần 1 giờ sáng, quân Pháp bị đẩy hẳn khỏi phố Hàng Chiếu, Hàng Gạo, chợ Đồng Xuân. Toàn trận địa trở lại nguyên vị trí ban đầu. Kết quả: 3 xe bọc thép Pháp bị phá hủy. Bên Việt Minh cũng bị tổn thất với 15 người chết, 19 người bị thương, nhưng đã giữ vững được vị trí, làm hành lang an toàn cho cuộc rút lui đêm 17 tháng 2 năm 1947.

### Đêm triệt thoái Hà Nội
Sau 2 tháng, quân Việt Nam có hai vấn đề rất nghiêm trọng là dự trữ đạn dược còn rất ít và số lượng lương thực còn lại chỉ ăn được vài ngày. Để bảo toàn lực lượng, bảo đảm phục vụ kháng chiến lâu dài, đêm 17 tháng 2 năm 1947, trung đoàn Thủ đô rút quân khỏi Hà Nội.
Được trung đoàn phân công, tiểu đoàn 101 Đồng Xuân đi đầu theo đường gầm cầu Long Biên, nếu gặp địch thì đánh mở đường máu để trung đoàn rút ra. Nhưng hôm đó mưa phùn, giá rét, đêm tối như mực, lính Pháp gác trên cầu co cụm lại, áo ca pốt trùm kín nên không hay biết cả một đoàn quân hơn 1.000 người đang hành quân dưới gầm cầu, dưới mũi súng của họ. Lực lượng của Trung đoàn Thủ đô chia thành từng đơn vị nhỏ cùng nhân dân Liên khu phố I lặng lẽ đi dưới gầm cầu Long Biên, rẽ nước vượt sông Hồng, sông Đuống, bí mật vượt qua vòng vây an toàn.
Phố phường xưa gạch ngói ngang đường
Ôi hôm nay họ nhớ mái nhà hoang
Bức tường điêu tàn ngày xưa trấn ngự
Nhớ đêm ra đi, đất trời bốc lửa
Cả kinh thành nghi ngút cháy sau lưng— Chính Hữu, Ngày về

Sáng hôm sau, ngày 18 tháng 2 năm 1947, lính Pháp phát hiện, đuổi theo, nhưng bộ đội đã vượt sông Hồng về làng Thượng Hội thuộc huyện Đan Phượng, Hà Tây. Riêng Đội tự vệ Hồng Hà gồm những người dân lao động ngoài bãi sông Hồng đã chiến đấu ròng rã 60 ngày đêm, bảo vệ và nối liền con đường tiếp tế cho dân quân Liên khu I đã có thương vong. Đó là đảng viên Nguyễn Ngọc Nại, Tiểu đội trưởng, và 7 đồng đội khác của anh. Sáng hôm đó, họ đã trụ vững ở bãi giữa, chiến đấu quyết liệt với lính Pháp để thu hút hỏa lực về phía mình, bảo vệ an toàn cho cuộc rút lui chiến lược của Trung đoàn Thủ đô và quân dân Hà Nội. Pháp trả thù kéo quân đánh vào xã Tứ Tổng (nay là phường Ngọc Thụy thuộc quận Long Biên và phường Tứ Liên thuộc quận Tây Hồ), là xã đã dùng thuyền đưa trung đoàn vượt sông Hồng, đốt cháy gần 30 nóc nhà, giết 27 thanh niên và chọc thủng gần 40 con thuyền. Hằng năm, người dân ở đây vẫn lấy ngày 29 tháng 1 âm lịch làm ngày giỗ trận.

## Kết quả

### Phía Việt Minh
Sau khi bộ chỉ huy Việt Minh rút ra an toàn, họ đã tuyên dương lực lượng vệ quốc đoàn ngay tại mặt trận. Đầu tháng 1 năm 1947, thành lập Trung đoàn Thủ Đô với lực lượng là chiến sĩ và tự vệ Hà Nội, trung đoàn này về sau hợp lại cùng trung đoàn 88, 36 lập ra Sư đoàn 308, chỉ huy Vương Thừa Vũ (ban đầu gọi là Đại đoàn). Đây là đơn vị Việt Minh được các sử gia coi là một trong những lực lượng thiện chiến nhất thế giới. (Xem Phillip Davidson, Vietnam at war,) Theo công sứ Mỹ O'Sullivan, người Việt chiến đấu với một sự "ngoan cường và dũng cảm chưa từng thấy", gợi lại hình ảnh binh sĩ Nhật trong Đệ nhị thế chiến
Với quân số chênh lệch, vũ khí thô sơ, thiếu thốn, phải chống lại lực lượng tinh nhuệ được vũ trang tối tân của Pháp, cầm chân và tiêu hao quân Pháp trong gần 2 tháng đã là một kỳ tích cho quân đội non trẻ Việt Nam Dân chủ Cộng hòa. Dù chịu nhiều tổn thất về sinh mạng, quyết tử quân Việt Nam đã thực thi chiến thuật chiến tranh đô thị cầm chân quân Pháp rất ngoạn mục, tạo thời gian để ban lãnh đạo Việt Minh rút đi và hoạch định một cuộc chiến tranh trường kỳ, làm thất bại quyết sách đánh nhanh diệt gọn của phía Pháp.
Sau khi Trung đoàn Thủ đô rút quân an toàn, Đại tướng Võ Nguyên Giáp đã gửi thư khen ngợi: "Các chiến sỹ đã chiến đấu hai tháng ròng rã để giữ vững ngọn cờ nước Việt giữa Thủ đô Hà Nội. Các chiến sỹ đã nêu cao tinh thần oanh liệt của dân Việt và thanh danh rực rỡ của quân đội quốc gia Việt Nam. Các chiến sỹ lại mở được con đường máu qua vòng vây dày đặc quân địch để thực hiện chỉ thị bảo tồn chủ lực. Các chiến sỹ sẽ tiếp tục chiến đấu cho Tổ quốc Việt Nam - Chúng ta sẽ chiến đấu 10 năm hay lâu hơn nữa nếu cần. Cho đến ngày tổ quốc độc lập thống nhất. Cho đến ngày Thủ đô Hà Nội được làm Thủ đô của một nước độc lập thống nhất. Ta thề Thủ đô sẽ chiến thắng quân thù!"
Để cổ vũ tinh thần chiến đấu của các đội Cảm tử quân Thủ đô, ngày 27-1-1947, Chủ tịch Hồ Chí Minh đã viết thư gửi các chiến sĩ Cảm tử quân Thủ đô. Bức thư có đoạn: "Các em là đội cảm tử. Các em quyết tử để cho Tổ quốc quyết sinh. Các em là đại biểu cái tinh thần tự tôn tự lập của dân tộc ta mấy nghìn năm để lại, cái tinh thần quật cường đó đã kinh qua Hai Bà Trưng, Lý Thường Kiệt, Trần Hưng Đạo, Lê Lợi, Quang Trung, Phan Đình Phùng, Hoàng Hoa Thám, truyền lại cho các em. Nay các em gan góc tiếp tục cái tinh thần bất diệt đó để truyền lại cho nòi giống Việt Nam muôn đời về sau..."
Những tấm gương quyết tử để Tổ quốc quyết sinh được truy phong về sau:
- Trần Thành, chiến sĩ quyết tử trong bức ảnh lịch sử năm 1946. Anh sinh năm 1927, tham gia cách mạng từ năm 1944, là đoàn viên Thanh niên cứu quốc Hoàng Diệu, trung đội trưởng trung đội bảo vệ Bộ Tổng tham mưu (nay là số nhà 18, phố Nguyễn Du, Hà Nội). Ngày 23/12/1946, Trần Thành đã dùng bom ba càng đánh hỏng một xe tăng địch ở ngã tư Bà Triệu - Trần Quốc Toản. Chiều hôm đó, quân Pháp lại tấn công, Trần Thành lại ôm bom ba càng lao vào xe tăng địch nhưng bom không nổ, lính Pháp bắn liên tiếp khiến Trần Thành hy sinh. Nghệ sỹ Nguyễn Bá Khoản đã chụp được bức ảnh ghi lại khoảnh khắc lịch sử trước khi Trần Thành ôm bom ba càng lao lên và hy sinh.
- Nguyễn Phúc Lai quê ở thôn Hoàng Cầu.
- Nguyễn Ngọc Nại.
- Dương Trung Hậu[14].
- Hồ Chí Tâm (tên thật là Yasuda).

### Phía Pháp
Chiếm được Hà Nội với tổn thất tương đối nhỏ (chừng vài ngàn thương vong trên tổng số chừng 110.000 quân Pháp  hiện diện tại Đông Dương vào đầu năm 1947) cũng là một chiến thắng. Quân Pháp tin tưởng sau khi chiếm được Hà Nội sẽ có thể dễ dàng và nhanh chóng bình định được toàn bộ Đông Dương, nhưng cuộc chiến đã giằng co đến 9 năm và kết thúc trong Chiến dịch Điện Biên Phủ với thất bại hoàn toàn cho người Pháp.

## Tưởng niệm

Phim Hà Nội mùa đông năm 46.

Phim Sống mãi với thủ đô.

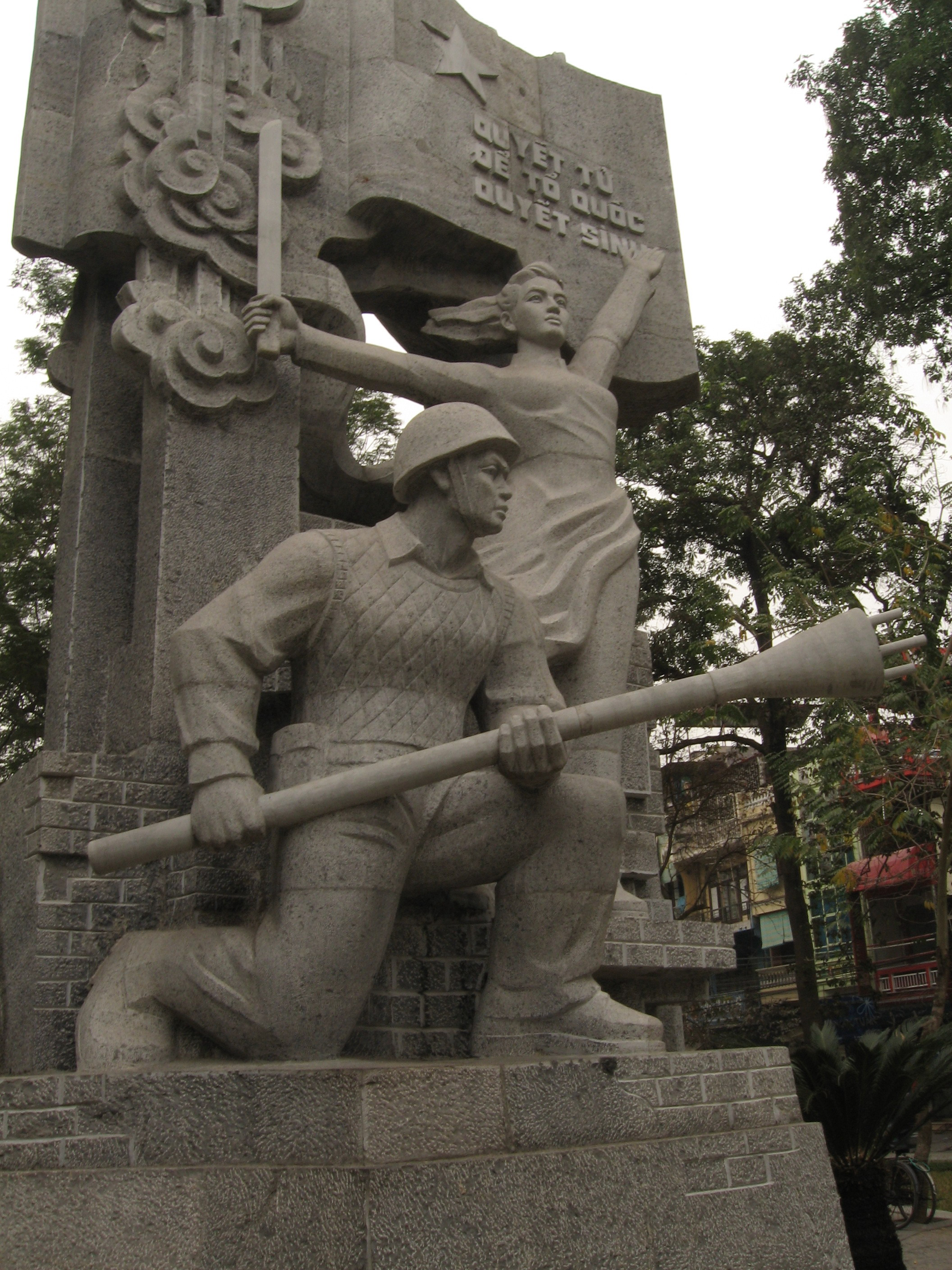
Tượng đài kỷ niệm chiến dịch Hà Nội 1946-7.

### Âm nhạc
- Ca khúc Đoàn Vệ quốc quân và Mùa đông binh sĩ của nhạc sĩ Phan Huỳnh Điểu.
- Ca khúc Mơ đời chiến sĩ, Thủ đô huyết thệ, Trường chinh ca và Ngày về của nhạc sĩ Lương Ngọc Trác.
- Ca khúc Thủ đô kháng chiến của nhạc sĩ Ngọc Chương.
- Ca khúc Chiến sĩ Việt Nam của nhạc sĩ Văn Cao.
- Ca khúc Lời thề quyết tử.
- Ca khúc Áo mùa đông của nhạc sĩ Đỗ Nhuận.
- Ca khúc Tiếng chuông nhà thờ của nhạc sĩ Nguyễn Xuân Khoát.
- Ca khúc Gươm tráng sĩ, Chinh phụ ca, Thu chiến trường, Chiến sĩ vô danh, Nợ xương máu, Thanh niên ca, Thanh niên quyết tiến, Nhạc tuổi xanh, Xuất quân... của nhạc sĩ Phạm Duy.
- Ca khúc Hồn tử sĩ của nhạc sĩ Lưu Hữu Phước.
- Ca khúc Sẽ về thủ đô của nhạc sĩ Huy Du.
- Ca khúc Người Hà Nội của nhạc sĩ Nguyễn Đình Thi.

### Văn chương
- Thơ Mơ đời chiến sĩ của tác giả Mạc Tần.
- Thơ Toàn dân kháng chiến và Thủ đô huyết thệ của tác giả Lĩnh Nam[16].
- Thơ Ngày về của tác giả Chính Hữu.
- Thơ Đất nước của tác giả Nguyễn Đình Thi.
- Kịch Những người ở lại và Lũy hoa, tiểu thuyết Sống mãi với thủ đô của tác giả Nguyễn Huy Tưởng[17].
- Kịch Những người con Hà Nội của tác giả Phạm Văn Quý, đạo diễn Doãn Hoàng Giang.
- Kịch Về thủ đô.
- Kịch Người Hà Nội của tác giả Tất Thắng, đạo diễn Doãn Hoàng Giang và Nguyễn Huỳnh Phương[18].
- Tiểu thuyết Tuổi thơ dữ dội của tác giả Phùng Quán.

### Điện ảnh
- Phim Lũy hoa chuyển thể từ trước tác Nguyễn Huy Tưởng.
- Phim Sống mãi với thủ đô của đạo diễn Lê Đức Tiến.
- Phim Hà Nội mùa đông năm 46 của đạo diễn Đặng Nhật Minh và biên kịch gia Hoàng Nhuận Cầm.
- Phim Sông Hồng reo của đạo diễn Hữu Luyện và Trung Nhàn, Nguyễn Bắc và Huy Bảo biên kịch.
- Phim Ánh sáng trước mặt của đạo diễn Trần Hoài Sơn và Nguyễn Danh Dũng.
- Phim Đào, phở và piano của đạo diễn Phi Tiến Sơn.

### Mĩ thuật
- Ký họa kháng chiến của tác giả Tô Ngọc Vân.
- Tượng đài Cảm tử cho Tổ quốc quyết sinh tại phố Hàng Dầu.
- Tượng đài Quyết tử để Tổ quốc quyết sinh của nhóm tác giả Vũ Đại Bình - Mai Văn Kế tại công viên Vạn Xuân.
- Tượng Chiến sĩ ôm bom ba càng của điêu khắc gia Trần Văn Hòe.
- Phù điêu Hà Nội mùa đông 1946 bằng đồng của nghệ nhân Ngũ Xã tại chợ Đồng Xuân.
- Họa phẩm Hà Nội, chiến lũy và hoa của họa sĩ Nguyễn Doãn Sơn.

### Tư liệu
- Hà Nội chiến đấu tại Từ điển bách khoa Việt Nam
- Tuổi trẻ trên chiến tuyến Hà Nội, Bùi Thị Ấu Dương, báo Quân đội nhân dân, 23/3/2007, 17:17 (GMT+7)
- Những ngày đầu chiến đấu ở Thủ đô, NT sưu tầm, 14/12/2006, 23:1 (GMT+7)
- Đêm phản kích, Đại tá Vũ Tâm, Báo QĐND 14/12/2006, 23:2 (GMT+7)
- Chuyện chưa biết về tiểu đoàn 56 "Tây Tiến", Nguyễn Văn Vĩnh, Báo QĐND 26/09/2006, 20:50 (GMT+7)
- Đánh bằng chiến lũy
- Chúng ta buộc phải đánh
- Loạt bài kỷ niệm 60 năm Ngày toàn quốc kháng chiến Lưu trữ ngày 14 tháng 5 năm 2007 tại Wayback Machine Báo Nhân dân
- Loạt bài trên báo Hà nội mới kỷ niệm ngày toàn quốc kháng chiến.
- Đi thị sát mặt trận, Nguyễn Văn Trân kể, Vân Hương ghi, báo Quân đội nhân dân, 14/12/2006, 23:15 (GMT+7)
- Tổng hành dinh trong Tết kháng chiến đầu tiên, Thanh Lê, báo Quân đội nhân dân, 9/2/2007, 15:13 (GMT+7)